# جاكسون فرومان
جاكسون فرومان (بالإنجليزية: Jackson Vroman)‏ مواليد 6 يونيو 1981 في مقاطعة ساكرامينتو - الوفاة 29 يونيو 2015، كان لاعب كرة سلة أمريكي لبناني بدأ مسيرته الاحترافية في سنة 2004. تم تجنسيه ومثل منتخب لبنان لكرة السلة. تم اختياره من قبل فريق شيكاغو بولز خلال الدرافت. بلغ طوله 6 قدم 10 بوصة (2.1 م). اعتزل اللعب في 2015.

## المسيرة الاحترافية
لعب مع فينيكس صنز في موسم 2004–2005، ثم لعب مع نيو أورلينز بيليكانز من سنة 2004 إلى 2006، ثم لعب مع سي بي غران كناريا في الدوري الإسباني في موسم 2006–2007، ثم لعب مع نادي سانت جوسيب لكرة السلة في موسم 2007–2008، ثم لعب مع ليتوفوس رايتس في سنة 2008، ثم لعب مع جيانغسو دراجونز في الدوري الصيني في موسم 2011–2012.

## الإنجازات

### النادي
- كأس أبطال آسيا لكرة السلة
  - البطولة: 2009، 2010

### فردية
- كأس أبطال آسيا لكرة السلة
  - أفضل لاعب: 2009

## روابط خارجية
- جاكسون فرومان على موقع الاتحاد الدولي لكرة السلة (الإنجليزية)
- جاكسون فرومان على موقع إن بي أي (الإنجليزية)
- جاكسون فرومان على موقع سبورتس رفرنس (الإنجليزية)
- جاكسون فرومان على موقع الدوري الإسباني لكرة السلة (الإسبانية)
- جاكسون فرومان على موقع كرة السلة الأوروبية.كوم (الإنجليزية)
- جاكسون فرومان على موقع كلية كرة السلة في سبورتس رفرنس.كوم (الإنجليزية)
- جاكسون فرومان على موقع ريلجم (الإنجليزية)
- جاكسون فرومان على موقع بروبوليرز (الإنجليزية)
- جاكسون فرومان على موقع سبورتس رفرنس (الإنجليزية)